# Tetrachaelasma southwardi
Tetrachaelasma southwardi  es una especie de Maxillopoda descrita en 1971 por Newman y Ross.
Tetrachaelasma southwardi pertenece al género Tetrachaelasma y a la familia Bathylasmatidae.
No se enumeran subespecies.